# Сламино
Сламино (болг. Сламино) — село в Болгарии. Находится в Ямболской области, входит в общину Тунджа. Население составляет 184 человека.

## Политическая ситуация
В местном кметстве Сламино, в состав которого входит Сламино, должность кмета (старосты) исполняет Иван Петров Иванов (коалиция в составе 5 партий: Граждане за европейское развитие Болгарии (ГЕРБ), Демократы за сильную Болгарию (ДСБ), Земледельческий народный союз (ЗНС), Союз свободной демократии (ССД), Союз демократических сил (СДС)) по результатам выборов правления кметства.
Кмет (мэр) общины Тунджа — Георги Стоянов Георгиев (коалиция в составе 2 партий: Болгарская социалистическая партия (БСП) и Болгарская социал-демократия (БСД)) по результатам выборов в правление общины.